# 井出 音 研究所
井出 音 研究所（いで おと けんきゅうしょ）は、渋谷区に本社を構える音響デザインブランド。YAMAHAから独立し設立。所長・代表取締役は井出祐昭。

## 代表作品
- AirArt©[2]
- EL PHONIC©[2]

ほか